# Pyrrhalta
Genre
Pyrrhalta est un genre d'insectes coléoptères de la famille des chrysomélidés, de la sous-famille des galéruques.

## Liste des espèces
- Pyrrhalta alni Fall, 1924
- Pyrrhalta cavicollis Le Conte, 1865
- Pyrrhalta decora Say, 1824
- Pyrrhalta kalmiae Fall, 1924
- Pyrrhalta luteola Muller, 1766 - la galéruque de l'orme (syn. Xanthogaleruca luteola)
- Pyrrhalta nymphaeae
- Pyrrhalta perplexa Fall, 1924
- Pyrrhalta punctipennis Mannerheim, 1843
- Pyrrhalta quebecensis Brown, 1938
- Pyrrhalta ribicola Brown, 1938
- Pyrrhalta rufosanguinea Say, 1827
- Pyrrhalta sablensis Brown, 1969
- Pyrrhalta spiraeae Fall, 1924
- Pyrrhalta spiraeophila Hatch et Beller, 1932
- Pyrrhalta stefanssona Brown, 1938
- Pyrrhalta tuberculata Say, 1824
- Pyrrhalta vaccinii Fall, 1924
- Pyrrhalta viburni (Paykull, 1799) - la chrysomèle de la viorne